# Féničtina
Féničtina (také foiničtina) byl jazyk, kterým se ve starověku hovořilo ve středomořské oblasti Fénicie neboli Kanaánu. Bývá řazena mezi semitské jazyky, do kanaánské podskupiny; z živých jazyků je jejím nejbližším příbuzným hebrejština. V oblasti výskytu féničtiny se v dnešní době nachází Libanon, pobřežní část Sýrie a severní Izrael.
Pozdní forma jazyka, která se užívala ve fénické kolonii Kartágo a byla dosti odlišná od klasické féničtiny, se označuje jako punština (patří jako féničtina také mezi kanaánské jazyky též fénicko-punské jazyky – v ISO 639-3 mají kód xpu).

## Historie
Féničtina je známá především díky nápisům na sarkofágu krále Achírama, hrobce Kilamuwy a Jehaumilka ve městě Byblos, z nichž nejstarší se datují cca do roku 1000 př. n. l., a díky občasným glosám v knihách napsaných jinými jazyky. Římští autoři (např. Sallustius) se odkazují na některé knihy psané punštinou, žádné z nich se však nedochovaly jinak než v překladech (např. Magovo pojednání) nebo v úryvcích (např. v Plautových hrách).
Fénické a punské nápisy byly nalezeny v Libanonu, Sýrii, Izraeli, na Kypru, Sardinii, Sicílii, Maltě, v Tunisku, Maroku, Alžírsku, na Pyrenejském poloostrově a v jiných lokalitách, při čemž nejmladší z nich spadají až do doby raného křesťanství.

### Punština a její vliv
Kartaginská punština přetrvala v místě svého výskytu podstatně déle než sama féničtina ve Fénicii – pravděpodobně až do doby sv. Augustina (okolo roku 400 n.l.). Jazyk možná přežil i podrobení severní Afriky Araby: zeměpisec al-Bakrí v 11. století popisuje, že obyvatelé města Sirt v severní Libyi hovoří jazykem odlišným od berberštiny, latiny či koptštiny. Na druhou stranu je pravděpodobné, že punština usnadnila arabizaci oblasti, jelikož byla po gramatické i lexikální stránce blízká arabštině, jazyku ze stejné (semitské) skupiny.
Z punského písma se vyvinula stará libyjsko-berberská abeceda tifinaġ, která je dosud příležitostně užívána některými berberskými národy, například Tuaregy. V moderních berberských dialektech existují přímé výpůjčky z punštiny: příkladem může být třeba výraz agadir („zeď“) z punského gader. Tento pojem také sloužil jako základ pro název marockého města Agádir a španělského města Cádiz, původně z punského (Qart-)Gadir „Opevněné (město)“.
Snad nejzajímavějším příkladem vlivu punštiny je starověký název Hispánie (označuje celý Pyrenejský poloostrov, tedy Španělsko i Portugalsko), který podle jedné z teorií vznikl složením punských slov î (znamenající ostrov) a šəpānîm (semitský výraz pro damana), což lze vyjádřit jako „ostrov damana“. Féničané totiž tamější hojně se vyskytující králíky mylně považovali za damany.
Kartaginský mořeplavec Hanno narazil při své cestě podél afrického pobřeží na agresivní kmen „srstnatých lidí“, které později jeho tlumočníci při překládání z punštiny do řečtiny označili jako gorillai. Tento výraz převzal v roce 1847 zoolog Thomas Staughton Savage a vzniklo tak dnešní pojmenování goril.
V minulosti se předpokládal také vliv punštiny na maltštinu, nicméně tato teorie byla zpochybněna.

## Fonologie
Hláskové změny, ke kterým docházelo s postupem času ve fénických dialektech, se dosti obtížně posuzují, neboť pisatelé používali archaický pravopis, jenž nikterak nevyznačoval samohlásky. Punští pisatelé začali používat znaky pro samohlásky až v pozdním období a brzy nato většinou přecházeli na písmo odvozené od latinského nebo řeckého, což s sebou neslo další problémy (např. nemožnost vyjádřit emfatické, glotální či uvulární souhlásky).
Féničtinu spojují s příbuznými jazyky určité posuny samohlásek: severozápadní protosemitské ā se přeměnilo na ū (v hebrejštině na ō), zatímco přízvučné protosemitské a přešlo na o (v hebrejštině na å), což dokládají různé latinské a řecké přepisy z féničtiny, například rūs neboli „hlava“ (hebrejsky ראש rôš). Ke stejnému posunu došlo i u starověké egyptštiny, což lze vyvodit z textů mladších dialektů tohoto jazyka, zejména koptštiny.
V poměrně brzké době nejspíše došlo u fénických dialektů také ke splynutí tří protosemitských sykavek sin, šin a samech. U hebrejštiny a aramejštiny nebyl tento proces tak jednorázový: pozdější varianty těchto jazyků užívají hlásky s i š (např. jako šibolet).
Jako u jediného severozápadního semitského jazyka nastal u punštiny posun souhlásky p na f. Naopak zde neproběhl proces oslabení souhlásek, jaký proběhl u většiny ostatních severozápadních semitských jazyků (např. u hebrejštiny a aramejštiny). Jazyk si také zachoval řadu „primitivních“ semitských hlásek, které u ostatních jazyků splynuly.

## Příklady

### Číslovky
| Fénicky     | Česky |
| ʾiḥad, 𐤃𐤇𐤀  | jeden |
| senem, 𐤌𐤍𐤔  | dva   |
| salūs, 𐤔𐤋𐤔  | tři   |
| ʾareb, 𐤁𐤓𐤀  | čtyři |
| ḥōmīs, 𐤔𐤌𐤇  | pět   |
| sīs, 𐤔𐤔     | šest  |
| sebaʿ, 𐤏𐤁𐤔  | sedm  |
| semūni, 𐤍𐤌𐤔 | osm   |
| tīsaʿ, 𐤏𐤔𐤕  | devět |
| ʿisir, 𐤓𐤔𐤏  | deset |